# Conringia orientalis
Espèce
Classification APG III (2009)
Conringia orientalis est une espèce de plante à fleurs de la famille des moutardes ou Brassicaceae. Largement répandue en Eurasie, elle est considérée comme invasive en Amérique du Nord, notamment au centre du Canada.
C'est Lorenz Heister (1683 - 1758) qui a donné le nom de cette plante en la dédiant à Hermann Conring, un polymathe allemand qui l'avait précédé à l'université de Helmstedt.